# Glici Gal
Glici Gal (Glicius Gallus) fou un cavaller romà. Quintinià el va denunciar a Neró com a participant en la conspiració de Pisó, però les proves que es van poder recollir en contra seva fou inconsistent o molt dèbil i la culpabilitat no es va poder provar. Tit i així l'emperador el va condemnar a l'exili.